# Trường đua Anh em Rodríguez
Trường đua Anh em Rodríguez (tiếng Tây Ban Nha Autódromo Hermanos Rodríguez), là một trường đua xe chuyên dụng nằm ở Thành phố México, México. Trường đua hiện đang đăng cai chặng đua GP Mexico của giải đua Công thức 1. Tên của trường đua để vinh danh hai anh em ruột, cũng là hai tay đua người Mexico, Ricardo Rodríguez và Pedro Rodríguez. Cả hai đều tử nạn ở các cuộc đua xe, Ricardo đã qua đời ở chính trường đua này.

## Lịch sử
Trường đua được khánh thành vào năm 1959 và bắt đầu đăng cai chặng đua GP Mexico một cách không thường xuyên từ năm 1962 đến 1992.
Năm 2015 do sức hút từ Sergio Perez nên trường đua đã được cải tạo để có thể trở lại F1 một lần nữa.
Năm 2017: Max Verstappen giành chiến thắng còn Lewis Hamilton chính thức vô địch thế giới lần thứ 4.
Năm 2018: Kịch bản của chặng đua năm 2017 được lặp lại. Verstappen là người chiến thắng. Và Lewis Hamilton dù chỉ về đích ở vị trí thứ 4 nhưng đủ để anh chính thức lên ngôi vô địch F1 lần thứ 5.
Năm 2020: Chặng đua được đổi tên thành Chặng đua GP Thành phố Mexico, tuy nhiên nó đã bị hủy vì đại dịch COVID-19.

## Các kỷ lục vòng chạy
Dưới đây là các kỷ lục vòng chạy nhanh nhất của các giải đua được tổ chức ở trường đua Anh em Rodríguez:
| Giải đua                                                    | Thời gian                                  | Tay đua                                    | Xe                                         | Sự kiện                                      |
| Kiểu đường Grand Prix: 4.304 km (2015–nay)                  | Kiểu đường Grand Prix: 4.304 km (2015–nay) | Kiểu đường Grand Prix: 4.304 km (2015–nay) | Kiểu đường Grand Prix: 4.304 km (2015–nay) | Kiểu đường Grand Prix: 4.304 km (2015–nay)   |
| ----------------------------------------------------------- | ------------------------------------------ | ------------------------------------------ | ------------------------------------------ | -------------------------------------------- |
| Formula One                                                 | 1:18.741                                   | Valtteri Bottas                            | Mercedes AMG F1 W09 EQ Power+              | 2018 Mexican Grand Prix                      |
| LMP1                                                        | 1:25.730                                   | Brendon Hartley                            | Porsche 919 Hybrid                         | 2017 6 Hours of Mexico                       |
| Formula V8                                                  | 1:32.144                                   | Matevos Isaakyan                           | Dallara T12                                | 2017 Mexico City Formula V8 3.5 round        |
| LMP2                                                        | 1:33.670                                   | Bruno Senna                                | Oreca 07                                   | 2017 6 Hours of Mexico                       |
| LM GTE                                                      | 1:40.212                                   | Sam Bird                                   | Ferrari 488 GTE                            | 2017 6 Hours of Mexico                       |
| GT3                                                         | 1:43.593                                   | Thomas Preining                            | Porsche 911 GT3 Cup (Type 991 II)          | 2018 2nd Mexico City Porsche Supercup round  |
| Formula 4                                                   | 1:46.087                                   | Moisés de la Vara                          | Mygale M14-F4                              | 2017 1st Mexico City NACAM F4 round          |
| Kiểu đường Formula E: 2.606 km (2020–nay)                   |                                            |                                            |                                            |                                              |
| Formula E                                                   | 1:10.520                                   | Alexander Sims                             | BMW iFE.20                                 | 2020 Mexico City ePrix                       |
| Jaguar I-Pace eTrophy                                       | 1:25.045                                   | Cacá Bueno                                 | Jaguar I-Pace eTrophy (racecar)            | 2020 Mexico City Jaguar I-Pace eTrophy round |
| Kiểu đường Formula E 2.093 km (2016-2019)                   |                                            |                                            |                                            |                                              |
| Formula E                                                   | 1:01.112                                   | Pascal Wehrlein                            | Mahindra M5Electro                         | 2019 Mexico City ePrix                       |
| Jaguar I-Pace eTrophy                                       | 1:15.516                                   | Bryan Sellers                              | Jaguar I-Pace eTrophy (racecar)            | 2019 Mexico City Jaguar I-Pace eTrophy round |
| Kiểu đường Grand Prix 4.421 km (1986-2014)                  |                                            |                                            |                                            |                                              |
| Formula One                                                 | 1:16.788                                   | Nigel Mansell                              | Williams FW14                              | 1991 Mexican Grand Prix                      |
| Group C                                                     | 1:21.611                                   | Michael Schumacher                         | Mercedes-Benz C291                         | 1991 430 km of Mexico City                   |
| C2                                                          | 1:31.929                                   | Chris Hodgetts                             | Spice SE87C                                | 1989 480 km of Mexico                        |
| Kiểu đường Champ Car/A1 GP Grand Prix: 4.463 km (2006–2008) |                                            |                                            |                                            |                                              |
| A1 GP                                                       | 1:21.417                                   | Oliver Jarvis                              | Lola B05/52                                | 2007–08 A1 Grand Prix of Nations, Mexico     |
| Champ Car                                                   | 1:24.713                                   | Robert Doornbos                            | Panoz DP01                                 | 2007 Gran Premio Tecate                      |
| Kiểu đường CART/Champ Car Grand Prix: 4.484 km (2002–2005)  |                                            |                                            |                                            |                                              |
| CART                                                        | 1:27.248                                   | Shinji Nakano                              | Lola B2/00                                 | 2002 Gran Premio Telmex-Gigante              |
| Champ Car                                                   | 1:28.479                                   | Justin Wilson                              | Lola B2/00                                 | 2005 Gran Premio Telmex/Tecate               |
| Daytona Prototype                                           | 1:45.331                                   | Max Angelelli                              | Riley Mk XI                                | 2005 Mexico City 250                         |
| Grand Touring                                               | 1:54.099                                   | Bill Auberlen                              | BMW M3 (E46) GTR                           | 2005 Mexico City 250                         |
| Kiểu đường NASCAR: 4.052 km (2005-2014)                     |                                            |                                            |                                            |                                              |
| Daytona Prototype                                           | 1:20.521                                   | Alex Gurney                                | Riley Mk XX                                | 2008 Mexico City 250                         |
| NASCAR Nationwide Series                                    | 1:27.458                                   | Scott Pruett                               | Dodge Charger NASCAR                       | 2007 Telcel-Motorola Mexico 200              |
| Kiểu đường Grand Prix: 5.000 km (1959-1985)                 |                                            |                                            |                                            |                                              |
| Formula One                                                 | 1:43.050                                   | Jacky Ickx                                 | Brabham BT26A                              | 1969 Mexican Grand Prix                      |